# Artabotrys likimensis
Artabotrys likimensis är en kirimojaväxtart som beskrevs av De Wild. Artabotrys likimensis ingår i släktet Artabotrys och familjen kirimojaväxter. Inga underarter finns listade i Catalogue of Life.